# ヘネス (ヤギ)

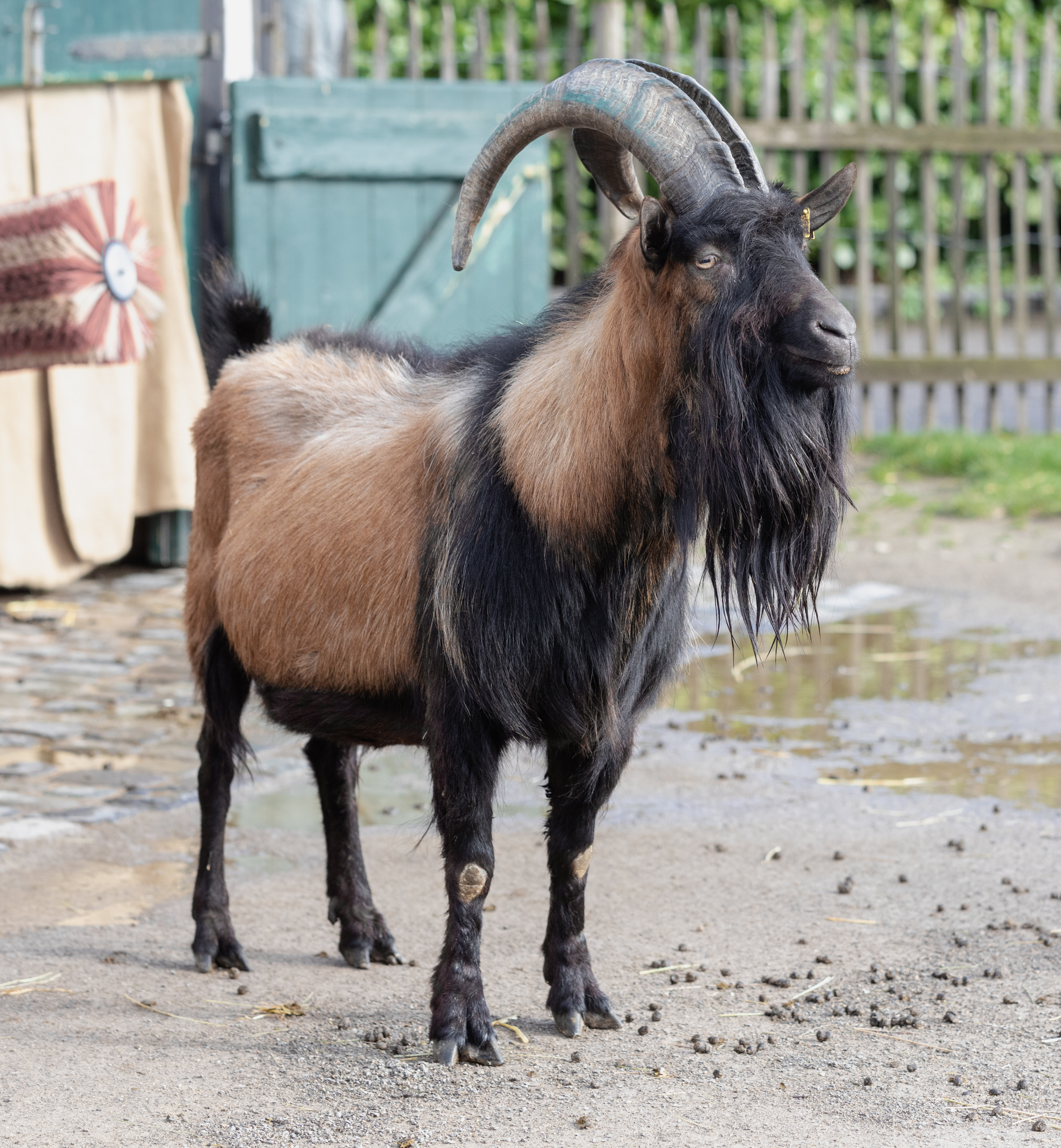
ヘネス9世（2023年）

ヘネス（ドイツ語: Geißbock Hennes、「雄ヤギのヘネス」の意）は、ドイツのプロサッカークラブである1.FCケルンの公式マスコットキャラクター。本物のヤギの一個体がマスコットに任命されるのが特徴で、FCケルンのホームゲームにてスタジアムに登場する。その名前は、FCケルンの選手・監督として活躍したヘネス・バイスバイラー（1919年 - 1983年）に因んだものである。1950年に初めてヘネスと名付けられたヤギが登場して以来、死亡や引退とともに次のヤギにマスコットとしての役目とヘネスの名を継承し、現在はヘネス9世（2018年2月24日 - 、在任：2019年8月4日 - ）がその任に当たっている。日本語報道では「ヘンネス」の表記揺れもある。

## 概要

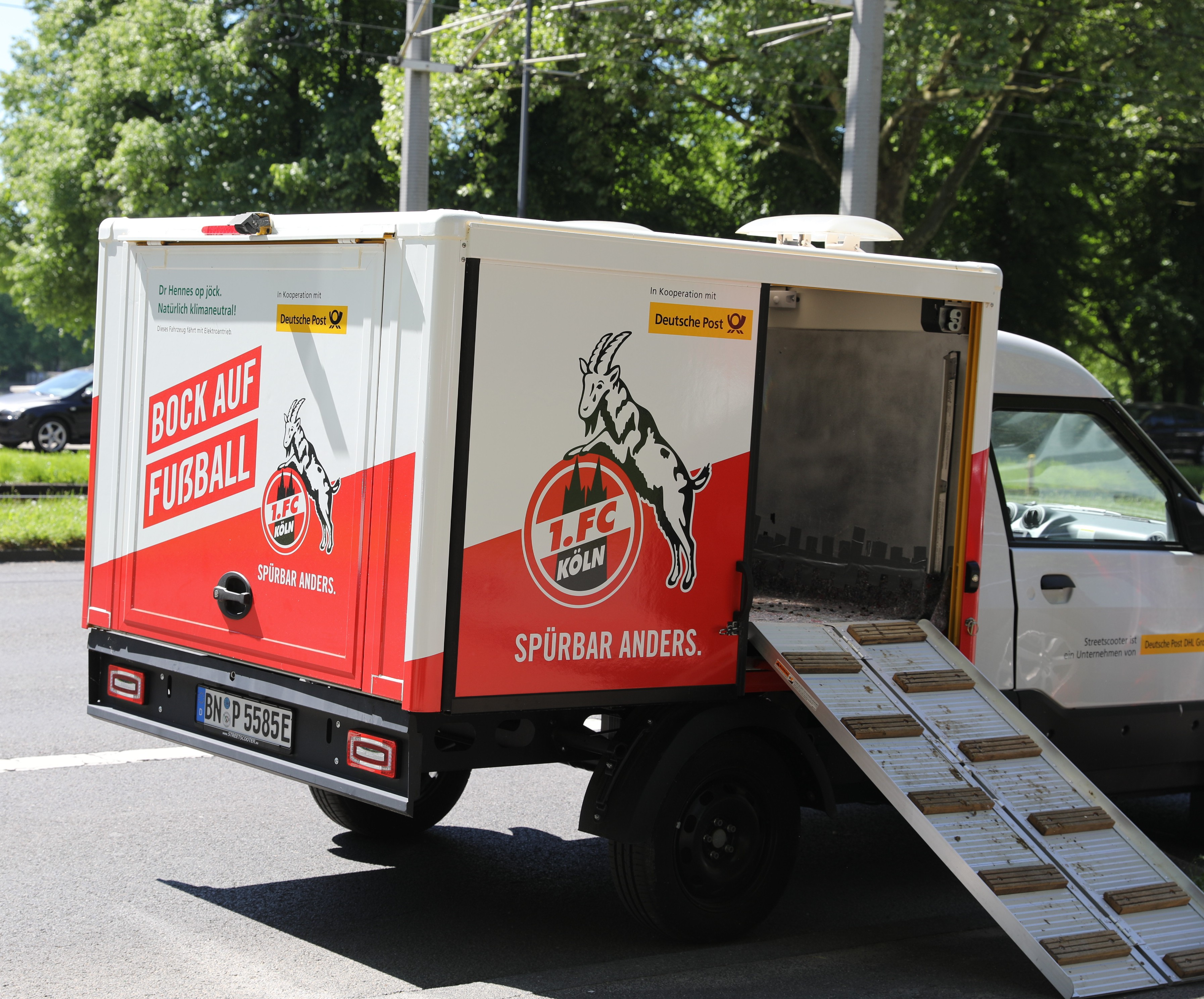
ヘネス専用移動車（2018年）

1.FCケルンはドイツ・ノルトライン＝ヴェストファーレン州ケルンをホームタウンとして1948年に設立された。現在ではケルン最大の総合スポーツクラブであり、男子サッカー部門はドイツ・ブンデスリーガ初代王者（1963 - 64シーズン）を獲得した古豪である。1950年に初代ヘネスがクラブに寄贈されて、次第にクラブのマスコットとして親しまれるようになり、ヘネスが死亡した1966年には名前とマスコット役を次のヤギに受け継ぎ、それ以来現在まで代を重ねている。歴代のヘネスに血縁関係はない。
また、FCケルンのクラブエンブレムは、設立当初は丸い赤地にケルンを代表するランドマークであるケルン大聖堂のシルエットを描いたものであったが、初代ヘネスがクラブで飼育されるようになって以来、従来のエンブレムの上にヘネスが前脚を掛けたデザインが追加され、1954年のDFBポカール決勝において初めて試合用ユニフォームにもヘネスが描かれた。以降、ヘネスのデザインは現在まで微調整を経ながら使用されている。現在では、ドイツにおいてサッカーの文脈で「ヤギ」と言えば、それだけでFCケルンを指すほどである。
現任のヘネス9世は2018年2月24日生まれ、ペータースハーゲン出身の Bunte Deutsche Edelziege という品種の雄ヤギである。普段はケルン動物園にて引退した前任者のヘネス8世らと同居しており、FCケルンのホームゲーム開催の日にはクラブが所有する専用の移動車に乗って本拠地のラインエネルギーシュタディオンに出勤するほか、各種のイベントや動画などに出演しクラブのPRに当たっている。試合中は名前の刺繍された特注の鞍を身に着けて世話役の職員とともに入場し、ケルンベンチの脇に繋がれて試合を見守る。ヘネスがスタジアムなどに出かけて不在の間は、ケルン動物園のヘネスの厩舎に旗が掲揚されて来園者に分かるようになっている。厩舎の内外に設置されたウェブカメラを通して、ヘネスの日常生活を観察することも可能である。
ファン投票によって選ばれるFCケルンの月間最優秀選手には「金のヘネス像」が贈呈され、2016年9月度には当時FCケルンに所属していた日本人FWである大迫勇也も獲得したことがある。また、FCケルン公式サイト内では、リンク切れページにアクセスすると「MÄÄÄÄÄÄHHHHH...」（ドイツ語におけるヒツジやヤギの「メェー」という擬声語）の見出しとともに、「このページは消えちゃったか、ぼくが食べちゃったかもしれません」というへネスからのメッセージが表示される404ページに転送される、というジョークが仕込まれている。

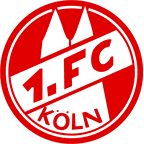
1948年、クラブ創設時のエンブレム
現行エンブレム
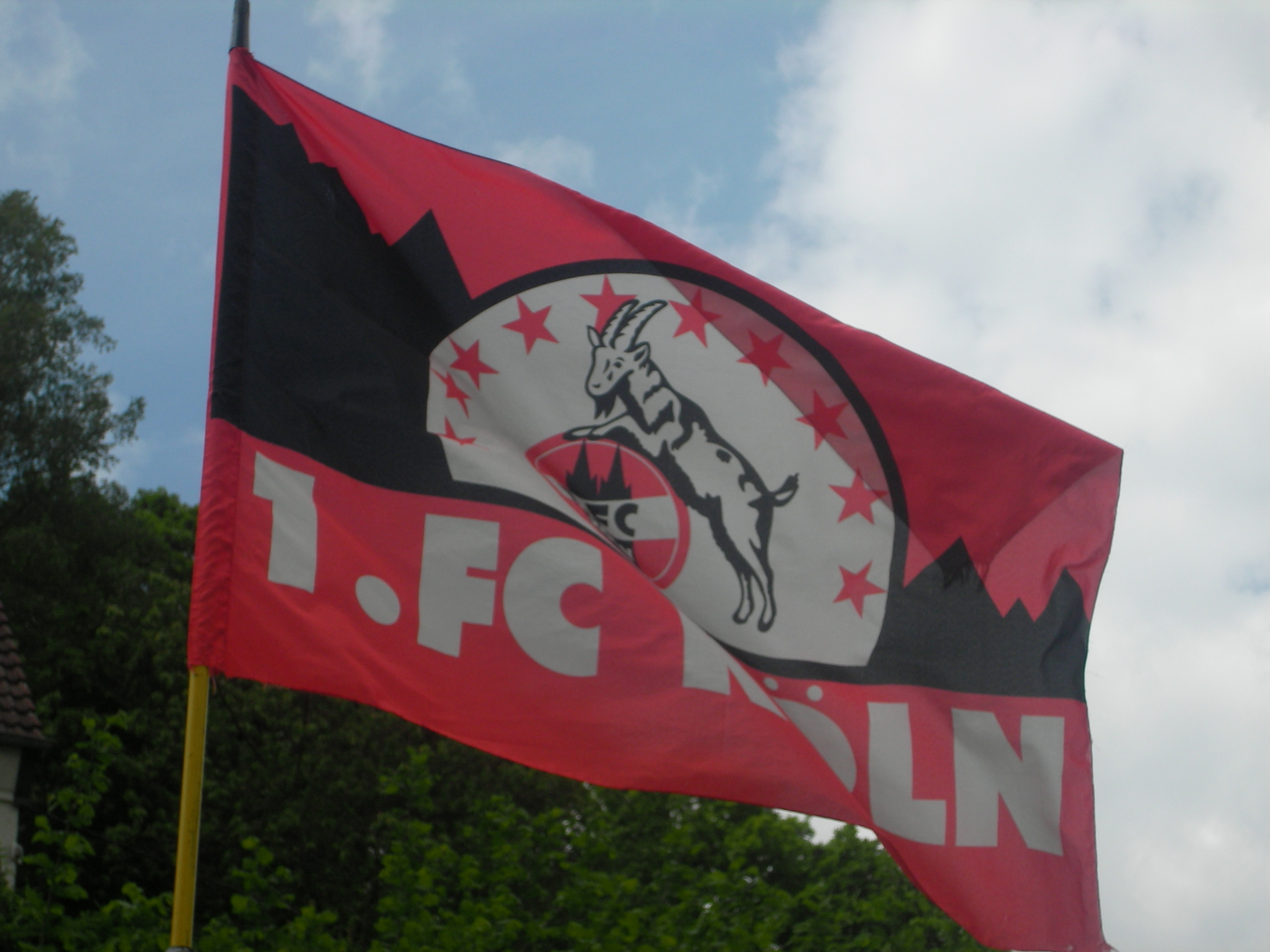
クラブの旗
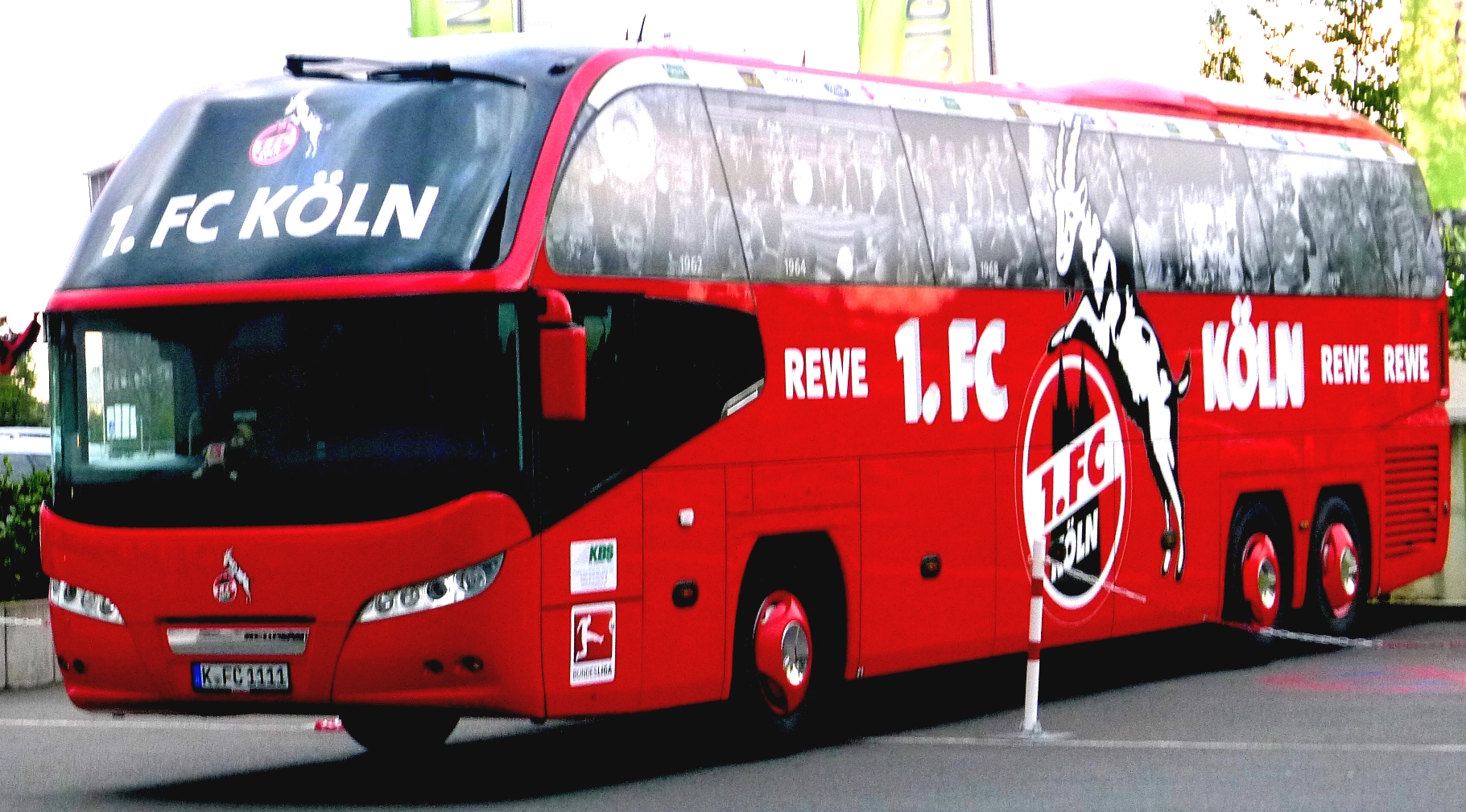
ヘネスの描かれたクラブのバス

## 歴史

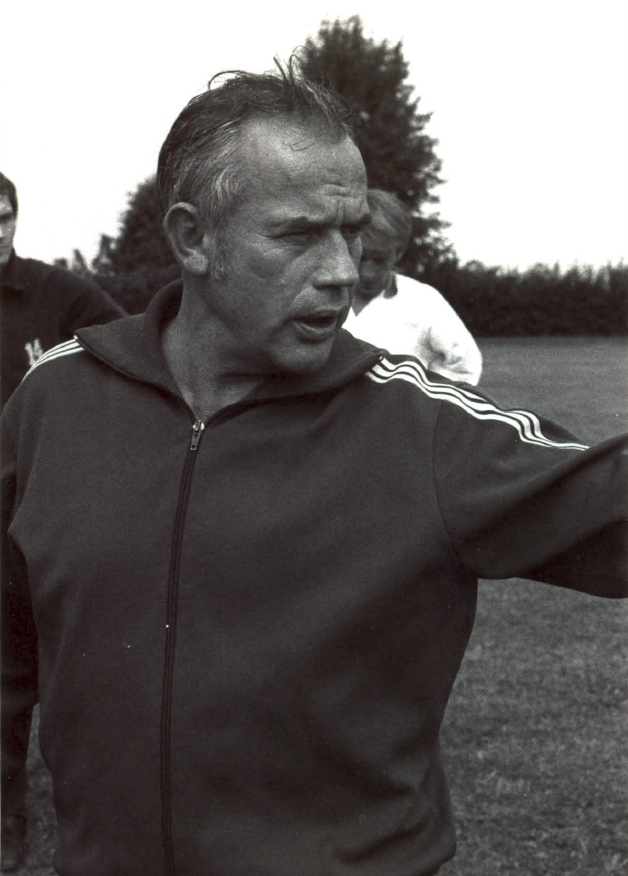
ヘネス・バイスバイラー（1970年）
日本では、奥寺康彦の才能を見込み日本人初のブンデスリーガプレイヤーとしてFCケルンに獲得した指導者として知られる。

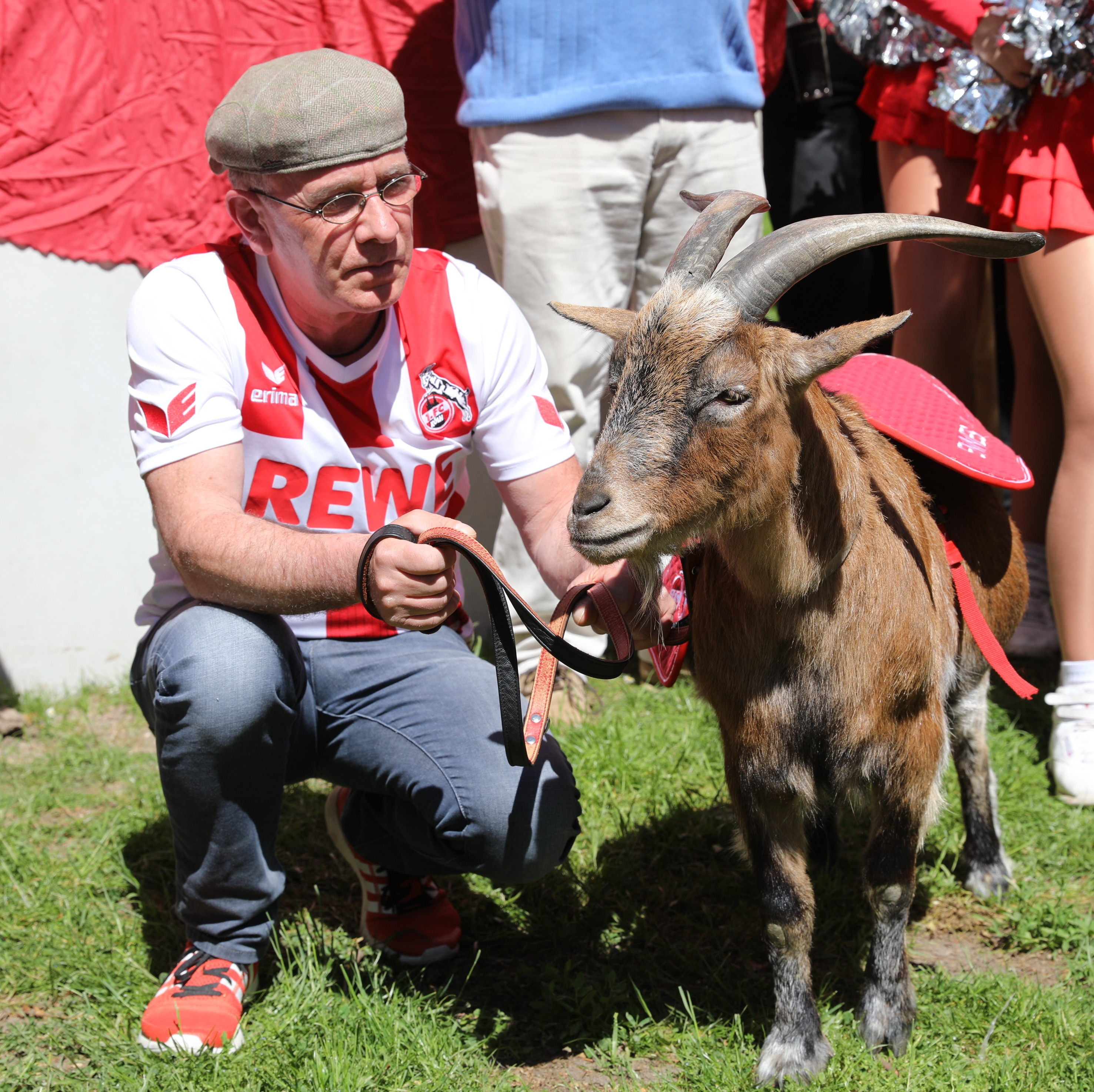
飼育員とヘネス8世（2018年）

### 初代ヘネスの登場
FCケルンの創設から約2年が経過した1950年、ケルンを本拠地とするサーカスの団長カローラ・ウィリアムズから、クラブの幸運の象徴として1匹の雄ヤギが寄贈された。このヤギは当時の監督兼選手であったヘネス・バイスバイラーに因んで「ヘネス」と名付けられ、クラブのペットとして飼われることとなった。ケルンのホームゲームで常にピッチ脇に佇むヤギの姿は次第にクラブの象徴となり、程なく前述の通りクラブエンブレムにヘネスの姿が追加されるに至った。

### 襲名制度へ
1966年、初代ヘネスは死亡し、クラブは新たなマスコットとして別のヤギを飼うことにした。しかしこの時、初代のヤギの名の由来となったバイスバイラーはFCケルンを離れ、ケルン体育大学の講師としてサッカー指導者の育成に携わる傍ら、同じノルトライン＝ヴェストファーレン州のライバルクラブであるボルシア・メンヒェングラートバッハの監督を務めていた。このため、2匹目のヤギには「オスカー」など別の名前も検討されたが、結局はヘネスの名を引き継ぐこととなった。ところが、ヘネス2世は襲名からまだ4年しか経たない1970年に突然死を遂げた。FCケルンサポーターの中には、ボルシアMGサポーターが今や自軍の監督であるバイスバイラーの名が未だに旧所属クラブのペットの名に使われていることを疎んで毒殺したのだ、という風説も飛んだが、これはFCケルンが公式サイトで否定し、2世の死因は牧羊犬に噛まれたことによるものだとしている。
この事件があって急遽3世の襲名が行われて以降、歴代のヘネスはクラブハウスで飼育されることはなくなり、試合やイベント時以外の日常は専門知識を持った牧場に預けられることとなった。ヘネスの預かり主となったヴィルヘルム・シェーファーは3世から7世まで5代に渡るヘネスを飼育し、名物飼育員としてヘネスと共に大いにサポーターに親しまれた。

### 7世以降
1996年に就任したヘネス7世は、10年以上に渡り選手やサポーターに親しまれたが、2006年6月11日、約36年に渡り歴代のヘネスを飼育したヴィルヘルム・シェーファーが死去した。その後7世はシェーファー夫人に預けられたが、夫人の高齢と7世自身の変形性膝関節症のために、次第に公式行事への参加が滞りがちになり、その間クラブ史上初となるヤギの姿をした着ぐるみマスコットが代役を務めた。7世は2008年5月にマスコットを引退することが発表され、その後2009年3月13日に症状の進行に伴い安楽死の措置が取られた。
7世の引退が決定した後、後任となる8世の選出のために4匹のヤギが候補とされ、ファンクラブ会員を対象としたインターネット投票が実施された。2008年7月24日に投票結果が発表され、2007年3月10日にベルギッシュ・グラートバッハで生まれた当時16か月の仔ヤギが、約70％の得票率を獲得しヘネス8世を襲名することに決まった。8世は同年8月24日の対アイントラハト・フランクフルト戦にて、サポーターの前に初登場を果たした。2015年3月8日のブンデスリーガ、対アイントラハト・フランクフルト戦では、ゴールを決めたケルンのFWアンソニー・ウジャーが喜びのあまりヘネス8世に駆け寄り、角を掴んで前脚を持ち上げるパフォーマンスを行ったため虐待との批判を受ける椿事があった。ウジャーはその直後の3月10日に行われたヘネス8世の満8歳の誕生日イベントに出席し、ヘネスへの謝罪とともに和解をアピールすることとなった。
8世もまた、約11年の任期を務めた後に老齢による関節症のため2019年8月をもってマスコットを引退し、現任のへネス9世が後を継いだ。9世のデビュー戦は2019年8月23日の対ボルシア・ドルトムント戦であった。

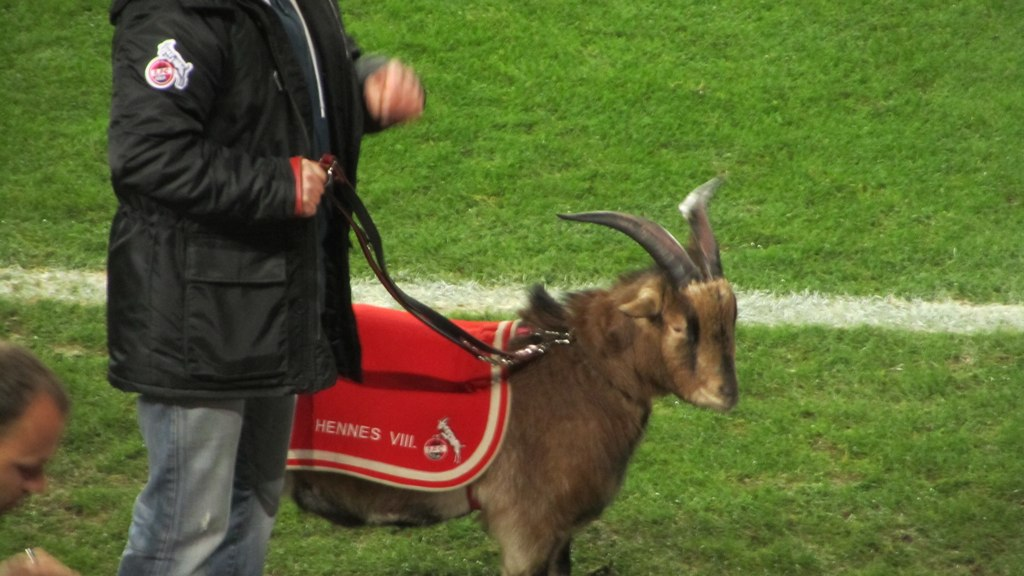
ピッチに立つ8世（2011年）
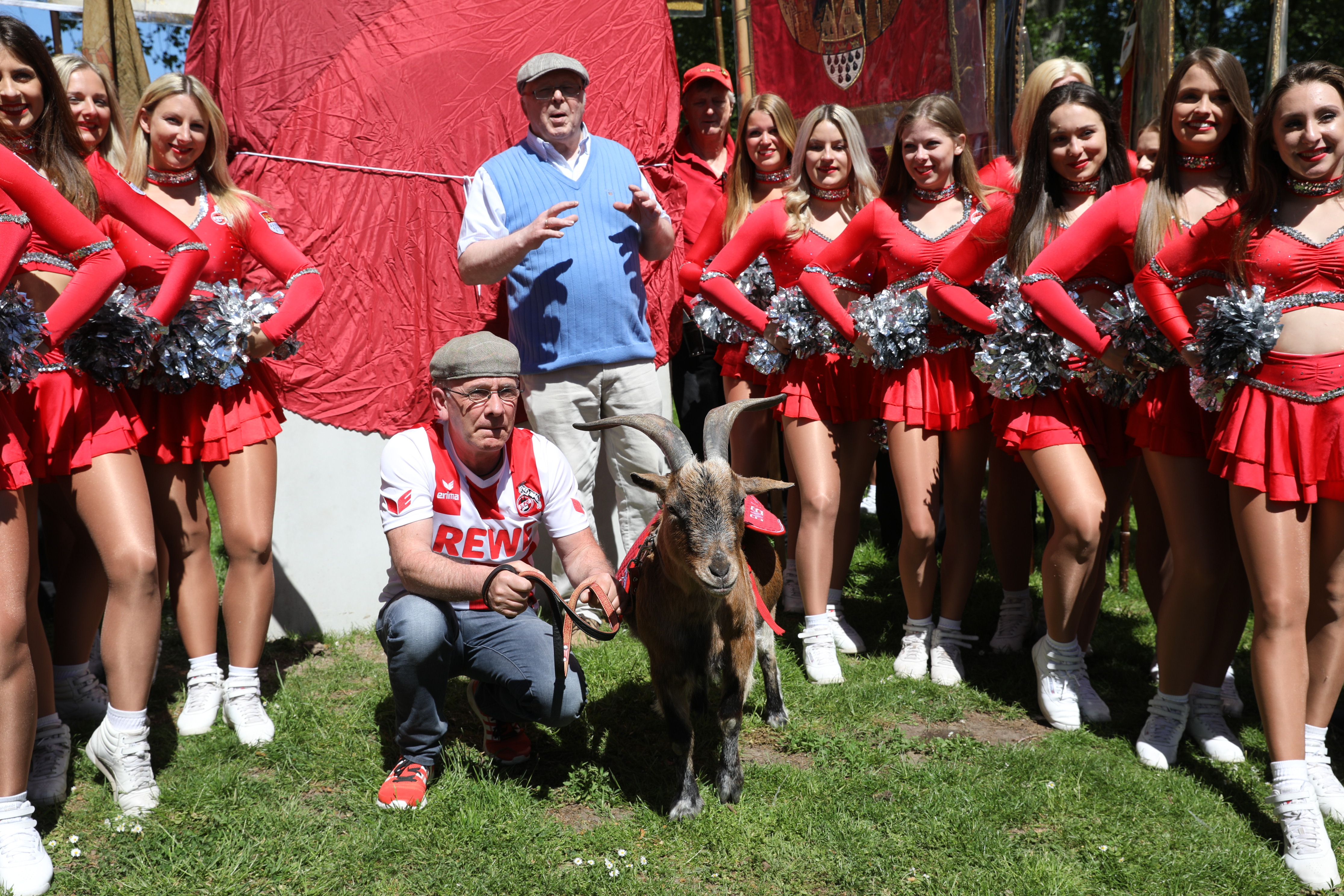
ケルンのチアリーダーズと8世（2018年）
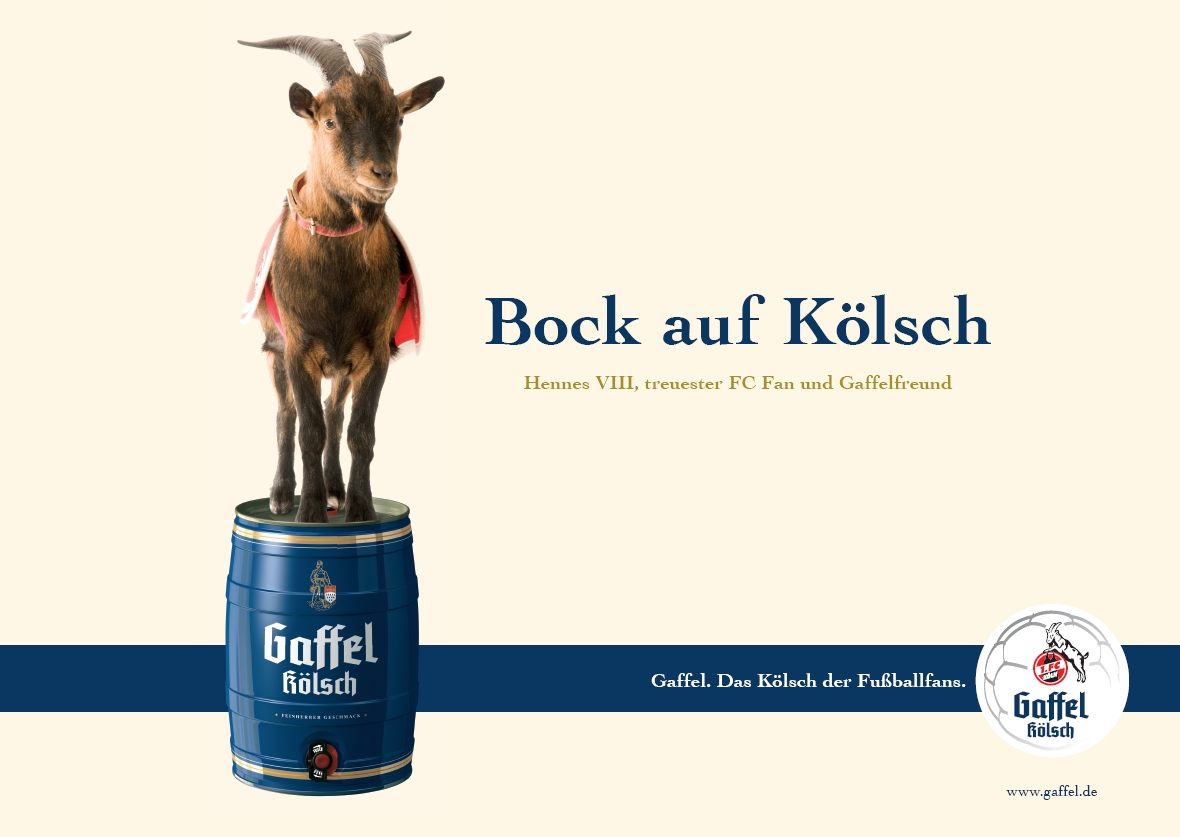
地元のビール会社の広告に出演する8世

## 歴代ヘネス

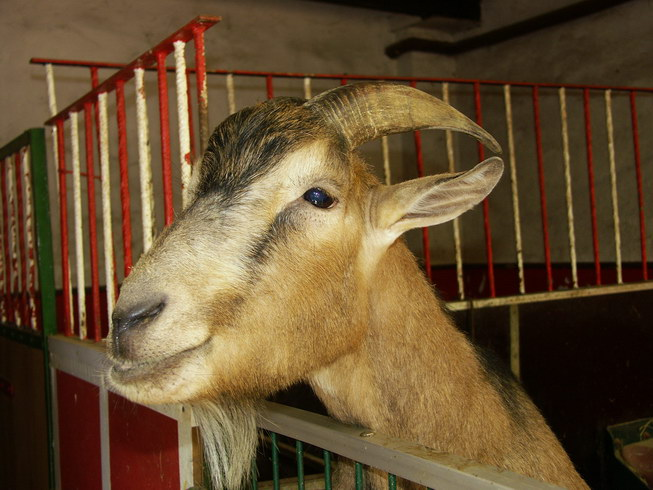
ヘネス7世（2005年）

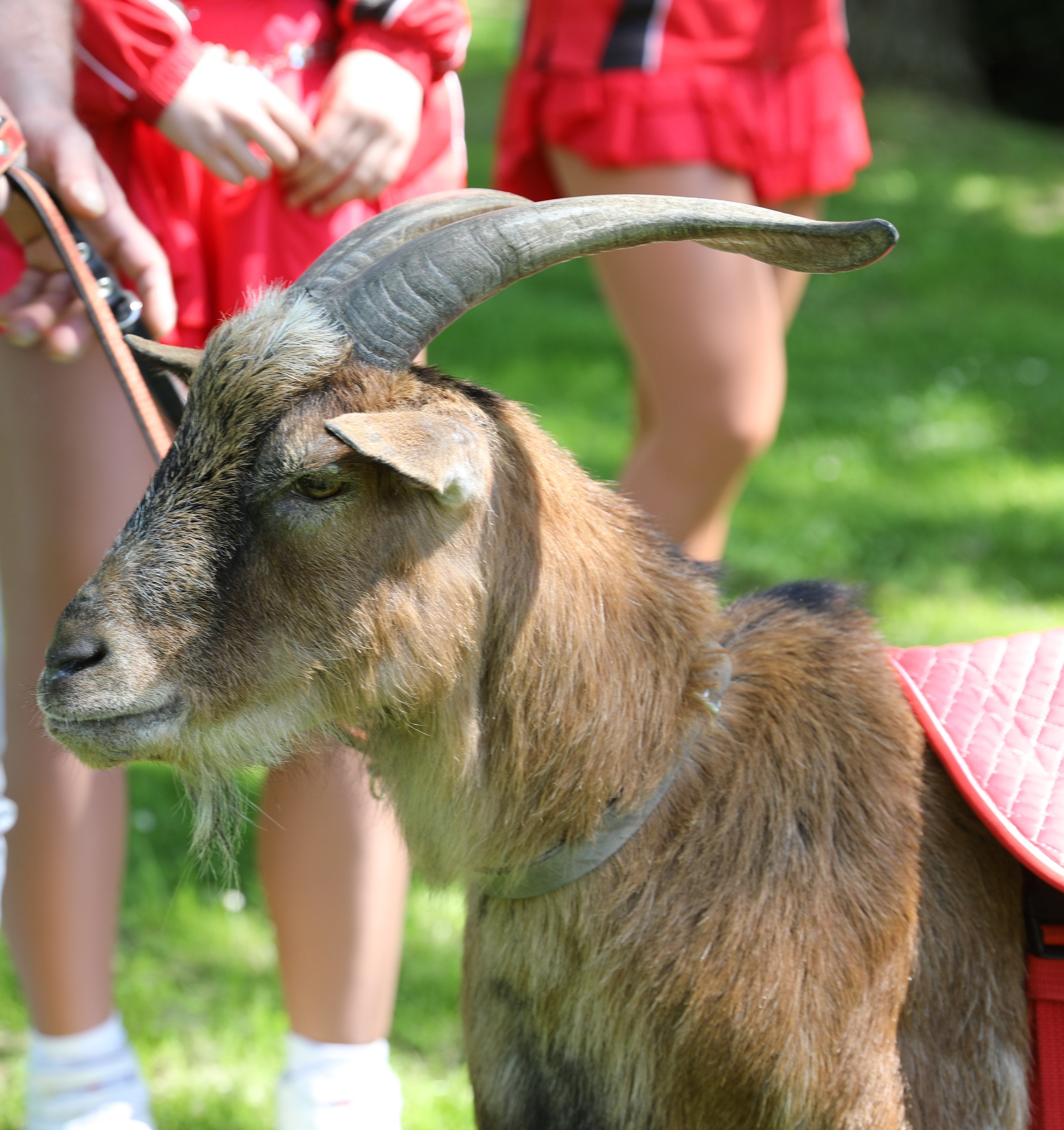
ヘネス8世（2018年）

FCケルン公式サイトでは、歴代のヘネスについて、彼らの在任中の獲得タイトルなどと共に紹介している。
- ヘネス（1世）：1950年2月13日 - 1966年11月4日

歴代ヘネスの中で今までのところ最も在任期間が長い。在任中に5回の西ドイツサッカー選手権優勝（1954・1960・1961・1962・1963）、3回の西ドイツカップ獲得（1953・1963・1964）、そしてブンデスリーガ初代王者（1963 - 64）を獲得した。
- ヘネス2世：1966年11月26日 - 1970年8月

初代と同じウィリアムズ・サーカスの出身。1968年DFBポカール獲得。先述の通り、1970年に事故死を遂げた。
- ヘネス3世：1970年8月22日 - 1975年7月

在任中に国内主要タイトルを獲得できなかった初のヘネスとなった。
- ヘネス4世：1975年8月 - 1982年11月13日

1977 - 78シーズンブンデスリーガ優勝、1977・78年DFBポカール2連覇。ブンデスリーガとDFBポカールの国内2冠を達成した現時点で唯一のヘネス。
奥寺康彦が日本人初のブンデスリーガプレイヤーとしてケルンに在籍した期間のヘネスでもある。
- ヘネス5世：1982年11月20日 - 1989年7月

1983年DFBポカール獲得。
- ヘネス6世：1989年8月 - 1996年3月13日

1990年代のクラブの低迷を経験。クラブが残留争いの最中にあった1996年に死亡した。
- ヘネス7世：1996年3月15日 - 2008年7月23日

1998年、クラブ史上初のブンデスリーガ2部への降格。在任中に合計4度の2部降格と4度の1部再昇格を味わった。
先述した病気と高齢の問題から、生前に引退した初のヘネスでもある。
- ヘネス8世：2008年7月24日 - 2019年8月4日

ファンクラブ会員によるweb投票で選出されたヘネス。この代から、ヘネスは普段ケルン動物園にて生活するようになった。
引退後、現在は動物園にて暮らしている。
- ヘネス9世：2019年8月4日 - 現在